# Comité Olímpico Español
El Comité Olímpico Español (COE) es una asociación privada de utilidad pública que promueve y difunde el Movimiento Olímpico y sus ideales y gestiona la participación española en los Juegos Olímpicos.
Aunque la primera participación española en unos Juegos Olímpicos se remonta a 1900, el Comité Olímpico Español fue fundado el 23 de noviembre de 1912 y tras la muerte del Marqués de Villamejor Gonzalo Figueroa y Torres, el organismo no se volvió a constituir hasta el 11 de enero de 1924 en Barcelona con la llegada a la presidencia del Barón de Güell Santiago Güell y López. Sin embargo, el Comité Olímpico Español no fue inscrito en el Registro de Asociaciones de Barcelona hasta el 2 de octubre de 1926 con Eusebio López y Díaz de Quijano, marqués de Lamadrid como presidente.

## Historia

### Inicios del movimiento olímpico español
El primer contacto español que hubo con el Movimiento Olímpico fue entre el Barón Pierre de Coubertin, pedagogo e impulsor del deporte como actividad recreativa y educativa, y el rector de la Institución Libre de Enseñanza (ILE) de Madrid Francisco Giner de los Ríos. El 23 de junio de 1894, tuvo lugar el Congreso Atlético InTernacional de París en el auditorio de la Sorbona. En dicha reunión, se aprobaría el establecimiento de los Juegos Olímpicos así como la creación del Comité Olímpico Internacional (COI), que estaría presidido por el griego Dimitrios Vikelas. También se decidió que los primeros Juegos Olímpicos de la era moderna tendrían lugar en Atenas, del 6 al 18 de abril de 1896. A pesar de haber sido invitado, Giner de los Ríos no pudo asistir. Los únicos representantes españoles que asistieron fueron un grupo de profesores de la Universidad de Oviedo que también pertenecían a la ILE: Adolfo González Posada, Aniceto Sela, Adolfo A. Buylla y Juan Uña Shartou (este último no figuró como delegado). No obstante, España no pudo participar en la primera edición de los Juegos Olímpicos que resultaron un éxito. Tras la renuncia de Vikelas como presidente del COI, el Barón de Coubertin tomó el mando con la misión de difundir los valores olímpicos por todo el mundo.
Por esta razón, la segunda edición de los Juegos Olímpicos tuvo lugar cuatro años después en París, ciudad natal de Coubertin. A diferencia de lo ocurrido en Atenas, España sí pudo contar con deportistas que formaron la primera expedición olímpica española. En total, participaron 8 deportistas españoles: 5 en remo, 2 en pelota vasca (con medalla de oro para la pareja formada por Francisco Villota y José de Amézola) y 1 en esgrima. También hubo algún otro deportista que participó a título personal, y que, según los criterios establecidos por el COI en el año 2004, las pruebas en las que compitieron no son reconocidas como olímpicas, como fue el caso de Pedro Pidal que ganó la medalla de plata en tiro de pichón. Sin embargo, por entonces no existía ningún organismo ad hoc que ayudara a los deportistas.
Con plena y decidida voluntad de aumentar en el mundo el número de embajadores olímpicos, el Barón Pierre de Coubertin, había establecido contacto con la Casa Real en sus frecuentes viajes a España, solicitando la designación de un miembro del COI en España. La Reina Regente, María Cristina, encomendó su petición al Príncipe Carlos de Borbón, que seleccionó para tal cometido a D. Gonzalo Figueroa y Torres, conde de Mejorada del Campo y marqués de Villamejor. El 21 de febrero de 1902, Gonzalo Figueroa y Torres, pese a la carga de sus muchas responsabilidades políticas y el permanente quebranto de su delicado estado de salud, aceptó oficialmente el cargo en el COI e impulsó en España los principios del olimpismo. A pesar de esto, su atareada agenda política impidió que pudiera gestionar una expedición de deportistas que acudiera a los Juegos Olímpicos de San Luis 1904 por lo que España se ausentó. De hecho, un mes después de que finalizaran dicho evento fue nombrado alcalde de Madrid.
En 1905, Julio Urbina, marqués de Cabriñana del Monte, fue nombrado presidente del comité para los Juegos Intercalados de 1906 que se celebrarían en Atenas. Aquel comité tuvo su sede en el domicilio personal del marqués de Cabriñana situado en la carrera de San Jerónimo, 38 y estaba encargado de la organización de una delegación de deportistas españoles. Sin embargo, diversas fuentes han confundido a este comité específico para los Juegos de 1906 con el COE, a pesar de que este evento no podía considerarse como unos juegos olímpicos y no contara con el reconocimiento oficial por parte del COI. Pese a las gestiones realizadas por el marqués de Cabriñana y a contar con una estructura, los deportistas españoles finalmente decidieron no acudir debido a diversas circunstancias. 
No consta registro de que el marqués de Cabriñana realizara algún trámite necesario para la formación de una delegación española que estuviera presente en los Juegos Olímpicos de Londres 1908. Debido a la inactividad de la organización olímpica española, Carlos de Borbón nombró en 1909 a Gonzalo Figueroa y Torres (marqués de Villamejor y miembro español del COI) presidente del comité español de cara a los Juegos Olímpicos de Estocolmo 1912. A pesar de esto, el marqués de Villamejor tampoco realizó ninguna actividad relevante debido a sus circunstancias personales y su agenda política. De hecho, la ausencia de España en los Juegos Olímpicos de 1912 provocó duras críticas hacia su falta de gestión.

### Fundación del COE
Tras el asesinato del presidente José Canalejas en noviembre de 1912, le sustituye poco después como Presidente del Consejo de Ministros el liberal D. Álvaro de Figueroa y Torres, Conde de Romanones y hermano de Gonzalo Figueroa y Torres. El apoyo del Barón de Coubertin unido al talante intelectual del nuevo presidente influyen de forma definitiva para impulsar la institucionalización de los principios del olimpismo. Tras haber pasado por muchos obstáculos, el Comité Olímpico Español (COE) se fundó finalmente el 23 de noviembre de 1912 en Madrid bajo la presidencia del marqués de Villamejor Gonzalo Figueroa y Torres. La sede del organismo se fijó en la residencia del marqués de Villamejor que estaba situada en el número 70 de la calle de Velázquez. Sus funciones eran la organización de la representación española en los Juegos así como promover la coordinación con las federaciones nacionales. El problema era que el COE se formaba y reunía solamente antes de la cita olímpica para desaparecer una vez hubieran terminado los Juegos.
En 1913, se creó en Cataluña una comisión denominada Consejo de las Olimpidas Catalanas (Consell de les Olimpíades Catalanes) a fin de organizar el Comité Olímpico de Cataluña (Comité Olímpic Català). Esta comisión recibió la autorización del representante del Comité Olímpico Internacional en España Gonzalo Figueroa y Torres para constituirse como subdelegación del COE. Sin embargo, el 18 de diciembre de 1913 el deportista, periodista y directivo José Elías Juncosa, escribió una carta al presidente del COI Pierre de Coubertin para solicitarle el reconocimiento del Comité Olímpico de Cataluña. A pesar de las buenas relaciones que el Barón de Coubertin mantenía con los directivos deportivos catalanes, rechazó la propuesta con base en que el COI no puede reconocer más que a un Comité por país.
Por otra parte, el marqués de Villamejor formaría un nuevo comité olímpico de cara a la preparación de los Juegos Olímpicos de Berlín 1916. Sin embargo, el estallido de la Primera Guerra Mundial en verano de 1914 (en la que España fue neutral) canceló la celebración de los mismos. Esto dio más tiempo de preparación al marqués de Villamejor y en 1919 se formó de nuevo otro comité olímpico con la Gran Guerra ya terminada en 1918. En esta ocasión, logró gestionar una delegación española que acudiría a los Juegos Olímpicos de Amberes 1920 por primera vez bajo el amparo y la supervisión del COE. Uno de los hechos más destacados de estos Juegos fue el debut de la selección española de fútbol masculina que acabó llevándose la medalla de plata.

### Reconstitución del COE
Hasta el 18 de octubre de 1921, fecha de su fallecimiento, el marqués de Villamejor, continuó como presidente del Comité Olímpico Español. Horacio Echevarrieta y Maruri, un próspero industrial bilbaíno, y Santiago Güell y López Bacigalupu y Bru, Barón de Güell, habían ocupado en julio de 1921 la vacante dejada en el COI por Villamejor debido a su delicada salud. Ambos miembros del COI quedaron a cargo de gestionar el movimiento olímpico en España. Echevarrieta dimitiría casi dos años después en un periodo de marcada inactividad por su parte.
Por otro lado, la ciudad de Barcelona trató de organizar los Juegos Olímpicos de 1924. Sin embargo, los delegados eligieron a París en la 19ª sesión del COI celebrada en Lausana por petición expresa del Barón de Coubertin porque iban a ser sus últimos Juegos como dirigente del máximo organismo olímpico. A pesar de este revés, deporte en la región de Cataluña se encontraba en auge y expansión en los años veinte. Este crecimiento social facilitó su institucionalización. El 21 de enero de 1922, representantes de las entidades deportivas más importantes de Cataluña, entre otros, Santiago Güell y López (Barón de Güell), José Elías y Juncosa, y José María Có y de Triola se reunieron para constituir en Barcelona la Confederació Esportiva de Catalunya (CEC) que quedó presidida por Juan Ventosa. La entidad, con personalidad jurídica propia, tenía competencias en la coordinación de la práctica de la mayoría de los deportes y se declaraba integradora de la representación del deporte catalán a través de 19 federaciones, con autonomía respecto a los organismos deportivos españoles. Tenía como objetivos incidir en la práctica deportiva de la sociedad catalana, fomentando ayudas e instalaciones deportivas, hasta entonces inexistentes. La importancia de este organismo radica en que fue el embrión del nuevo COE.
Debido a la falta de interés del gobierno en el deporte en medio de un periodo de inestabilidad política (como demuestra el Golpe de Estado de Primo de Rivera) y a la mala planificación de las federaciones deportivas, era evidente la ausencia de un COE nacional que cumpliera con su función básica de preparar adecuadamente a la delegación de deportistas para los Juegos Olímpicos de París 1924. Además, el Barón de Coubertin había establecido que todos los Estados debían disponer de un Comité permanente para reunirse también fuera del tiempo de celebración de los Juegos Olímpicos. Por esta razón, el Barón de Güell, miembro del COI, tomó la iniciativa y el 11 de enero de 1924 se declaró constituido en Barcelona el Comité Olímpico Español en trámite equivalente a reorganización, como así se expresó en su Acta constitutiva. Se puso así fin a un periodo de marcada inactividad que se originó tras el fallecimiento del marqués de Villamejor en 1921. El barón de Güell fue nombrado presidente del COE a pesar de no estar presente en la reunión al estar de viaje. La nueva sede se encontraba en el paseo de Gracia, 32 y compartía espacio con la Sociedad de Carreras de Caballos de Barcelona y con la CEC. 
No obstante, España no pudo participar en los primeros Juegos Olímpicos de Invierno celebrados en Chamonix (Francia) a comienzos de ese mismo año. La nota positiva fue que el COE volvía para dar soporte económico a las federaciones más necesitadas y brindar apoyo logístico para la participación olímpica de España en los Juegos Olímpicos de París 1924. Dado que no se consiguió ninguna medalla, lo más destacado de la delegación española es que por primera vez acudía una mujer: la tenista Lilí Álvarez. A pesar de esto, una vez más se evidenció la naturaleza provisional y utilitaria de los comités olímpicos españoles, ya que el establecido en 1924 en Barcelona se disolvió después de los Juegos Olímpicos de París. 
No sería hasta dos años más tarde cuando se crearía otro comité, en esta ocasión con una clara intención de permanencia y estabilidad. En concreto, el 3 de agosto de 1926 el COE quedaba oficialmente registrado cuando el secretario José Mesalles Estivill acudió a la sede del Gobierno Civil en Barcelona. Esto se debía a que para su aprobación e inscripción en el Registro de Asociaciones era un requisito indispensable que el correspondiente gobernador civil diera validez administrativa al proceso, de acuerdo con la Ley de Asociaciones de 1887. El 17 de septiembre de 1926, tuvo lugar una nueva Constitución Oficial del COE con ocasión de la aprobación de los Estatutos del organismo. Esta sesión estuvo dirigida por el nuevo presidente, Eusebio López y Díaz de Quijano, marqués de Lamadrid. El 2 de octubre de 1926, el Comité Olímpico Español fue finalmente inscrito en el Registro de Asociaciones.
En 1927, el COE trasladó su sede dos veces: primero a la calle Lauria, 28 (en un edificio compartido con el Real Automóvil Club de Cataluña), y más tarde a la calle Balmes, 27 de la ciudad condal con lo que por primera vez contaba con una sede propia.
En 1928, España no pudo disponer de una expedición para los JJOO de invierno que tuvieron lugar en Sankt-Moritz (Suiza) aunque sí formó una delegación para participar en los Juegos Olímpicos de Ámsterdam 1928. En esta ocasión, España solo ganó una medalla, pero logró por primera vez el oro con la prueba de salto por equipo en equitación gracias a los jinetes José Álvarez de Bohórquez, Julio García Fernández de los Ríos y José Navarro Morenés.
El 29 de mayo de 1929 se inauguró en Barcelona el Estadio Olímpico de Montjuïc con motivo de la Exposición Internacional de Barcelona. En dicha ceremonia estuvieron presentes el rey Alfonso XIII, el dictador Miguel Primo de Rivera y el presidente del COI Henri de Baillet-Latour. De esta forma, la ciudad condal avanzaba hacia el sueño de acoger unos Juegos Olímpicos.

### La década tumultuosa en el COE
A pesar de los avances que había logrado el COE, la inestabilidad volvió al seno del organismo deportivo tras la proclamación de la Segunda República española porque el nuevo gobierno tenía la intención de hacer cambios en algunos cargos dirigentes generando incertidumbre en el seno del COE, ya que la mayoría de sus dirigentes eran de tendencia monárquica. Esto coincidió en un contexto en el que se iba decidir si la ciudad de Barcelona iba a organizar los Juegos Olímpicos de 1936, compitiendo con Berlín, Roma y Budapest. De hecho, la 29ª sesión del COI de abril de 1931 se celebró con éxito en la ciudad condal a pesar de ciertas desavenencias entre los miembros del COE con las nuevas autoridades republicanas. Ejemplos de ello fue cuando el gobierno obligó a que sonara La marsellesa, himno provisional de la República, o la renuncia de Niceto Alcalá-Zamora a la presidencia honorífica del COE. El mayor problema fue que la reunión para decidir la ciudad organizadora fue suspendida por la ausencia de muchos miembros del COI que eran de tendencia conservadora y recelaban del nuevo gobierno español. En mayo de 1931, el Comité Olímpico Internacional (COI) presidido por Henri de Baillet-Latour acabó eligiendo a Berlín como la sede ganadora. Esta decisión fue un duro golpe para Barcelona y para el COE porque habían puesto grandes esperanzas en el proyecto. El fracaso de la candidatura de Barcelona hizo que estallara una crisis interna en un organismo ya dividido. En mayo de 1931, varios miembros del Comité presentaron su dimisión, incluyendo el presidente el marqués de Lamadrid. El Barón de Güell, como miembro del COI, volvió a presidir el organismo de forma provisional hasta finales de 1932.
La división en el seno del COE y sobre todo, la crisis económica causada por la Gran Depresión, tuvo repercusiones deportivas ya que España no acudió a los Juegos de Invierno de Lake Placid (Estados Unidos). Además, en mayo de 1932 el gobierno canceló una subvención destinada al COE de cara a los Juegos Olímpicos de Los Ángeles 1932. Por esta razón, España solo pudo enviar una pequeña delegación compuesta por 5 tiradores y 1 regatista que tuvo que enfrentarse a problemas presupuestarios y administrativos.
En enero de 1933, el médico Augusto Pi Suñer fue nombrado nuevo presidente del COE, Josep Rosich Rubiera como vicepresidente y José Mesalles Estivill secretario general.
En febrero de 1936, España mandó por primera vez una delegación para los Juegos Olímpicos de Invierno al debutar en la cuarta edición que tuvo lugar en Garmisch-Partenkirchen (Alemania). El equipo español estaba compuesta por cuatro esquiadores de fondo (Enrique Millán, José Canals, Jesús Suárez Valgrande y Tomás Velasco Palomo) y dos esquiadoras alpinas (Ernestina Maenza Fernández-Calvo y Margot Moles).
El 20 de junio de 1936, el COE celebró una reunión para organizar la inscripción de una delegación española para los Juegos Olímpicos de Berlín 1936. Sin embargo, el gobierno del Frente Popular decidió no conceder ningún apoyo financiero ni logístico al COE porque había decidido destinar todos los recursos disponibles a la Olimpiada Popular que se iba a celebrar a finales de julio en protesta a la organización de los JJOO en la Alemania nazi. El presidente del COE Augusto Pi defendía la importancia de participar en los Juegos independientemente del régimen del país organizador, pero fue ignorado. Por esta razón, el presidente del COE Augusto Pi presentó su dimisión a finales de junio como muestra de su disconformidad. Solo los equipos de hípica (en este caso gracias al apoyo económico del Ministerio de la Guerra) y pentatlón moderno pudieron inscribirse para competir. A principios de julio de 1936, los demás miembros de su directiva le siguieron como muestra de solidaridad y el delegado español del COI Santiago López, Barón de Güell tuvo que ponerse al frente del COE nuevamente de forma provisional.
El estallido de la guerra civil española el 17 de julio de 1936 provocó la cancelación de la Olimpiada Popular en Barcelona a falta de dos días para su comienzo y con las delegaciones extranjeras allí presentes. Asimismo, España no pudo participar en los Juegos de Berlín que iban a comenzar en agosto. Por lo tanto, toda actividad deportiva profesional quedó paralizada. Otra consecuencia de la guerra civil fue que el último presidente del COE Augusto Pi tuvo que marcharse como exiliado a Francia (ya con la guerra civil ya terminada en 1940 emigraría a Venezuela).
El 27 de agosto de 1937 Josep Rosich, ejerciendo como presidente interino del Comité Olímpico Español desde Barcelona, intentó reactivar el COE solicitando a las federaciones en activo que confirmaran a sus miembros y estableciendo contacto por carta con el secretario del COI Albert Berdez. Al comienzo de la guerra, los representantes españoles ante el COI el Barón de Güell y Fernando Suárez de Tangil (conde consorte de Vallellano), así como el secretario general del COE José Mesalles se trasladaron a la zona bajo el control del bando sublevado. En octubre de 1937, Mesalles escribió una carta desde Burgos (capital del bando nacional durante la guerra) al secretario del COI André Berdez para informar que existía un COE en Barcelona, pero al encontrarse en la zona republicana había pocas instituciones deportivas operativas por la huida de personal y las incautaciones revolucionarias causadas por el Terror Rojo. Además, informó que tenían la intención de reconstruir el COE desde territorio sublevado si contaban con el visto bueno del COI. En noviembre de 1937, el COI presidido entonces por Henri de Baillet-Latour respondió a la carta de forma positiva. El 25 de diciembre de 1937, el Barón de Güell, el conde consorte de Vallellano, y el secretario José Mesalles se reunieron en San Sebastián. Tras el encuentro, el secretario Mesalles informó al presidente del COI Baillet-Latour de la disolución del COE en territorio republicano y de la constitución de un nuevo Comité Olímpico Español presidido por el general de brigada José Moscardó. El correspondiente reconocimiento por parte del COI se produjo obviando al anterior COE del todavía legítimo régimen de la Segunda República Española y contraviniendo la Carta Olímpica debido a que los dirigentes del organismo internacional eran simpatizantes de regímenes dictatoriales.
El 11 de febrero de 1938 se constituyó formalmente en Zaragoza el nuevo COE (con la ausencia de José Moscardó), aunque la sede provisional seguía estando en San Sebastián. El 27 de agosto de 1938 se aprobó el Decreto del Ministerio de Educación Nacional que creaba un nuevo organismo: el Consejo Nacional de Deportes en donde quedaba integrado el COE y que también estaría bajo el control de Moscardó.

### El COE durante el franquismo
Poco después de que acabara la guerra civil española en 1939, estalló la Segunda Guerra Mundial y tanto los Juegos Olímpicos de Invierno como los de Verano que se iban a celebrar en 1940 fueron cancelados.
El 22 de febrero de 1941 se creaba la Delegación Nacional de Deportes (DND), dependiente de la Secretaría General del Movimiento. El 5 de marzo de 1941 se publicó en el Boletín Oficial del Estado (BOE) que el Comité Olímpico Español pasaba a estar supervisado por la Delegación Nacional de Deportes y además su sede estaría en la calle Ferraz, 16 de Madrid. El 7 de marzo de 1941 el dictador Francisco Franco nombraría a José Moscardó como delegado nacional de deportes. Esta entidad carecía de cualquier tipo de autonomía o independencia ya que pertenecía a la estructura del partido único, Falange Española Tradicionalista y de las Juntas de Ofensiva Nacional Sindicalista. Asimismo, el 7 de junio de 1945, el Ministro-secretario general del Movimiento José Luis Arrese firmaba el Estatuto Orgánico de la Delegación Nacional de Educación Física y Deportes. Esto hizo que las federaciones perdieran su autonomía ya que pasaban a depender de la Delegación Nacional de Deportes. De esta forma, el deporte en España dejó de ser predominantemente privado, con federaciones independientes del ámbito político, para pasar a estar controlado por el Estado en todos sus aspectos. De hecho, era la DND y no el COE el encargado de organizar las participaciones de España en los Juegos Olímpicos y el cargo de presidente de ambos organismos quedó ligado de facto. A pesar de ir en contra de lo establecido en la Carta Olímpica, el COI aceptó esta situación.
Por otra parte, los JJOO de 1944 también fueron cancelados por la Segunda Guerra Mundial. Cuando regresó la competición, España participó tanto en los Juegos Olímpicos de Sankt-Moritz 1948 de invierno como en los Juegos Olímpicos de Londres 1948 celebrados en verano.
En 1951, se celebraron los primeros Juegos Mediterráneos (JJMM) en Alejandría bajo el apoyo y el patrocinio del COI, aunque por entonces no intervenía directamente en la organización. España envió una delegación pequeña que consiguió 2 medallas de oro, 4 medallas de plata y 4 medallas de bronce. En 1955, la segunda edición de los JJMM tuvieron lugar en Barcelona, en gran parte gracias al impulso como miembro del COI de Santiago Güell y López, Barón de Güell (desgraciadamente falleció un año antes de que se celebraran los juegos). En esta ocasión, los deportistas españoles consiguieran 46 medallas, 12 de ellas de oro.
Tras el fallecimiento de José Moscardó en abril de 1956, José Antonio Elola-Olaso, anterior Delegado Nacional del Frente de Juventudes, tomó el relevo de su función en mayo de 1956. Una de sus primeras medidas fue aprobar el Decreto de 12 de junio de 1956 cambiar el nombre a la Delegación Nacional de Deportes por Delegación Nacional de Educación Física y Deportes. Asimismo, el 12 de julio de 1956, reorganizó el COE. Por último, el COE tuvo que afrontar la petición del COI de asegurar un control estricto para que los deportistas que participaran en los Juegos Olímpicos fueran amateur.
Por otra parte, ese mismo año España, al igual que otros países como Suiza y Países Bajos, boicoteó los Juegos Olímpicos de Melbourne 1956 celebrados en noviembre en protesta por la invasión de Hungría por parte de la Unión Soviética por la revolución húngara. Estos fueron los últimos Juegos Olímpicos en los que España no participó. Sin embargo, como los eventos ecuestres se celebraron en Estocolmo cinco meses antes debido a las regulaciones de cuarentena sobre los caballos de Australia, seis jinetes españoles llegaron a competir.
En 1960, España participó en los Juegos Olímpicos de Roma 1960 así como en los primeros Juegos Iberoamericanos celebrados en Santiago de Chile. En 1962 fue el país organizador al celebrarse los Juegos Iberoamericanos en Madrid.
A finales de 1961, la Delegación Nacional de Deportes creó en Madrid el Instituto Nacional de Educación Física (INEF) mediante la Ley 77/61 sobre Educación Física, de 23 de diciembre de 1961 (conocida popularmente como ley Elola-Olaso).
En octubre de 1965, se celebró en Madrid la 63ª sesión del COI en el que el presidente Avery Brundage entregó al COE la Copa Bonacossa por sus méritos. Las autoridades españolas aprovecharon para sondear al presidente así como a otros miembros del COI sobre la posibilidad de celebrar los Juegos Olímpicos de 1972 en España. En noviembre, la ciudad de Barcelona mostró su interés, pero a mediados de diciembre y de forma sorprendente Madrid decidió presentarse también. Ante esta tesitura, las autoridades franquistas eligieron Madrid por su visión centralista. Sin embargo, ante el elevado coste que suponía la candidatura y las dudas que los propios gobernantes crearon ante el COI, en 1966 los delegados del organismo olímpico mundial se decantaron por Múnich.
En 1967, Juan Antonio Samaranch fue nombrado presidente del COE.
En 1968, la antorcha olímpica pasó por primera vez por España en su recorrido hacia Ciudad de México ya que los Juegos Olímpicos de 1968 se celebraron en la capital del país azteca.
En diciembre de 1970, Samaranch fue sustituido en el cargo de presidente por Juan Gich Bech de Careda. Durante su mandato, España consiguió su primera medalla de oro en unos Juegos Olímpicos de Invierno, con Francisco Fernández Ochoa ganando la prueba de eslalon especial en esquí alpino durante los Juegos Olímpicos de Sapporo 1972.
A mediados de julio de 1975, Juan Gich dimitió y fue sucedido en el cargo por Tomás Pelayo, que solo permaneció hasta septiembre de 1976.

### El COE en la Transición
Tras el fallecimiento del dictador Francisco Franco en noviembre de 1975, España se encontraba en el periodo de Transición española.
En septiembre de 1976, Benito Castejón Paz sucedió en el cargo a Tomás Pelayo. El 15 de junio de 1977, se celebraron las primeras elecciones generales del periodo democrático que resultó en un gobierno de Unión de Centro Democrático (UCD). Benito Castejón mantuvo el apoyo del presidente del gobierno Adolfo Suárez. El mandato de Benito Castejón estuvo marcado por cambios estructurales en el deporte español que buscaban modernizar las instituciones deportivas. El más importante fue el 27 de agosto de 1977 mediante el Real Decreto 2258/1977 que creaba el Consejo Superior de Deportes (CSD), heredero directo de la de la Delegación Nacional de Deportes. Castejón fue nombrado presidente del CSD y siguió abogando porque el máximo responsable político del deporte español lo fuera también del COE. Asimismo, impulsó que en el título I (Capítulo III: De los principios rectores de la política social y económica) de la Constitución española de 1978 se incluyera un punto que quedó plasmado en el artículo 43.3: "Los poderes públicos fomentarán la educación sanitaria, la educación física y el deporte. Asimismo facilitarán la adecuada utilización del ocio". 
Por último, sentó las bases para la futura Ley 13/1980, de 31 de marzo, General de la Cultura Física y del Deporte, que se aprobó ya cuando entró su sucesor en el cargo. Gracias a dicha ley, la educación física es obligatoria en todos los niveles de enseñanza y los estudios del Instituto Nacional de Educación Física (INEF) tuvo rango universitario.
Benito Castejón dejó su puesto en el CSD en enero de 1980 y en abril abandonó el cargo en el COE para ser sustituido por Jesús Hermida Cebreiro, en cuyo mandato se aprobó la ley que le convirtió en el primer secretario de Estado para el Deporte. El capítulo IV de la Ley estaba dedicado al COE, otorgándole autonomía al organismo garantizando que el olimpismo español dependía totalmente del COI y no de la estructura estatal.
Por otra parte, la medida más importante de Jesús Hermida fue la participación de España en los Juegos Olímpicos de Moscú 1980, a pesar del boicot de una parte de los países occidentales, encabezado por Estados Unidos, a causa de la invasión soviética de Afganistán en diciembre de 1979. Esto se debió en parte a que siguió la recomendación del entonces vicepresidente del COI y embajador de España en la Unión Soviética, Juan Antonio Samaranch, que por entonces estaba preparando su candidatura para ser presidente del Comité Olímpico Internacional (COI). Eso sí: los atletas españoles desfilaron bajo una bandera blanca que mostrara el escudo del Comité Olímpico Nacional en vez de la enseña nacional y con la decisión de que fuera el himno olímpico el que sonara en caso de que uno de los españoles subiera a los más alto del podio.
El 16 de julio de 1980, se celebró la 83.ª sesión del COI en Moscú en el que tuvo lugar la votación para ser presidente del Comité Olímpico Internacional (COI). El español Juan Antonio Samaranch ganó y se convirtió en el 7º presidente del COI.
Tras la victoria del Partido Socialista Obrero Español (PSOE) en las Elecciones generales de España de 1982 con Felipe González al frente, el 15 de diciembre Jesús Hermida fue cesado en el cargo de secretario de Estado para el deporte y de presidente del CSD y en enero de 1983 abandonó también su cargo en el COE.

### La preparación hacia los Juegos de Barcelona
El 11 de enero de 1983 Romà Cuyàs Sol fue nombrado nuevo presidente del COE con el apoyo de Samaranch y las federaciones nacionales. Cuyàs fue una figura esencial para impulsa la candidatura de Barcelona para albergar los Juegos Olímpicos de verano de 1992. A pesar de esto, tuvo que enfrentarse a críticas cuando el 21 de diciembre de 1983 el COE descartaba las inscripciones de Jaca o Granada para tratar de albergar los Juegos Olímpicos de invierno de 1992 para no obstaculizar la candidatura barcelonesa. El 27 de marzo de 1984, el Consejo de Ministros acordaba el apoyo del Gobierno de España al proyecto barcelonés.
Por otra parte, el 28 de marzo de 1984 el Consejo de ministros aprobaba a instancias del Consejo Superior de Deportes (CSD) el Real Decreto 643/1984 de estructuras federativas deportivas españolas que, entre otras cosas, limitaba a un máximo de tres mandatos el periodo que un presidente de una federación deportiva podía estar en el cargo. Por esta razón, fue conocida como 'Decreto Anti-Porta', en referencia al presidente de la Real Federación Española de Fútbol Pablo Porta porque impidió que se presentara a la reelección. Este decreto recibió fuertes críticas por la mayoría de las federaciones al considerarlo una intromisión por parte de la administración y además denunciaron no haber sido consultadas. Por esta razón, el 28 de junio de 1984 se celebró una asamblea extraordinaria del COE en la que, con el argumento de salvaguardar la independencia del COE, se procedió a una votación en la que se decidió destituir a Romà Cuyàs como presidente del organismo olímpico español.
El 17 de julio de 1984 se celebró una asamblea del COE en el que tras una votación se eligió como nuevo presidente del COE a Alfonso de Borbón y Dampierre, duque de Cádiz, que provenía de la presidencia de la Federación Española de Esquí. De esta forma, las presidencias del CSD y del COE quedaron separadas por primera vez desde la guerra civil. Por su parte, Cuyàs permaneció al frente del CSD. El 12 de febrero de 1985 el COE trasladó su sede a la calle Núñez de Balboa, 120.
La presidencia de Alfonso de Borbón se vio envuelta en la polémica por la aprobación de los estatutos del COE en abril de 1985. Esto se debía a que 18 de las federaciones de deportes olímpicos se oponían al cambio en las estructuras del organismo defendiendo que en el COE solo debía haber representantes de dichas federaciones. Esto iría en detrimento de los representantes de las federaciones de deportes no olímpicos que tenían mayoría en la asamblea. Tal fue el desacuerdo que las federaciones de deportes olímpicos llegaron a amenazar con salirse del COE si no se tenían en cuenta sus peticiones de reestructuración.
En el lado positivo, el 17 de octubre de 1986 tuvo lugar la 91.ª sesión del COI, celebrada en el Palais de Beaulieu de Lausana para decidir la candidatura ganadora. Los rivales de Barcelona eran Ámsterdam, Belgrado, Birmingham, Brisbane y París. Barcelona ganó las dos primeras rondas y se impuso por mayoría absoluta en la tercera.
El 19 de enero de 1987 se aprobaron los estatutos del COE en la asamblea en el que se reconoció la primacía de las federaciones olímpicas. Además, la Comisión Ejecutiva dimitió en bloque ya que para entonces Alfonso de Borbón había perdido la confianza de la mayoría de miembros. El 25 de febrero de 1987 el COI dio el visto bueno a los estatutos. El 3 de marzo de 1987, Alfonso de Borbón dimitió del cargo. El 12 de marzo de 1987, estando como presidente interino Alfonso de Borbón, se formó el Comité Olímpico Organizador Barcelona 92 (COOB'92). Su asamblea general, formada por 135 miembros, estuvo compuesta por representantes del ayuntamiento de Barcelona, del Comité Olímpico Español (COE), de la Administración del Estado y de la Generalidad de Cataluña, entre otras instituciones.
El 27 de mayo de 1987, Carlos Ferrer Salat, miembro del COI, ganó las elecciones a presidente del COE. De esta forma, pasaba a ocupar una de las cuatro vicepresidencias en el COOB'92. Ferrer Salat amparó un modelo en el que los Juegos de Barcelona dejaran un legado urbanístico y económico a nivel local. Además, el 23 de diciembre de 1987 impulsó la creación del Programa ADO en colaboración con el Consejo Superior de Deportes (CSD) y Radio Televisión Española (RTVE). De esta manera, se buscaba financiación en forma de becas a los deportistas de élite a través del patrocinio de importantes empresas comprometidas con el deporte nacional.
El 15 de octubre de 1990 se aprobaba la Ley 10/1990 o la nueva Ley del Deporte que sustituía a la Ley General de Cultura Física y Deporte de 1980. El título V estaba dedicado exclusivamente al COE y en el artículo 48.2 se especificaba su autonomía como organismo. Además, en dicha ley se creó la Comisión Nacional Antidopaje (precursora de la Agencia Estatal Antidopaje). Por último, en el artículo 40 (capítulo III) menciona la creación de federaciones para promover el deporte en las personas con "minusvalías físicas, psíquicas, sensoriales y mixtas".
El 15 de junio de 1991 se celebró la 97.ª sesión del COI en Birmingham en el que tuvo lugar la votación final para decidir la ciudad que albergaría los Juegos Olímpicos de Invierno de 1998, entre las que estaba Jaca. Sin embargo, la ciudad oscense fue eliminada en la 2ª ronda y los Juegos fueron para Nagano (Japón).

### Los Juegos Olímpicos de Barcelona 1992 y su legado
El 24 de enero de 1995 la comisión ejecutiva del COI en Lausana nombró a las cuatro ciudades aspirantes que acudirían en junio a la elección final para albergar los Juegos Olímpicos de Invierno de 2002. La ciudad oscense de Jaca se presentaba por segunda vez, pero fue descartada en este primer corte.
El 6 de septiembre de 1995 se creó en Madrid el Comité Paralímpico Español con el apoyo de la infanta Elena de Borbón. De esta forma, se creó el órgano de coordinación del deporte practicado en España por personas con discapacidad y de su representación en el ámbito internacional, en colaboración con el Consejo Superior de Deportes (CSD) y las federaciones españolas de deportes de personas con discapacidad. De este modo, el deporte paralímpico contaba con una estructura homologable a la del deporte olímpico.
El 4 de octubre de 1995 se inauguró la actual sede del COE en el madrileño distrito de Hortaleza en una ceremonia en las que estuvieron presentes los reyes Juan Carlos I y Sofía, así como el presidente del COI Juan Antonio Samaranch y el presidente del COE Carlos Ferrer Salat. De esta forma, el COE contaba con unas instalaciones modernas acordes con las necesidades de gestión.
El 16 de febrero de 1996, se aprobó el Real Decreto 253/1996 que modificó el artículo 17.5 del Real Decreto 1835/1991, de 20 de diciembre, sobre Federaciones deportivas españolas, que había establecido un tope de tres mandatos para los presidentes de las federaciones deportivas. A partir de entonces, serían los estatutos de las federaciones y organismos deportivos los que dictaminarían el límite de tiempo en el cargo.
El 7 de marzo de 1997 el COI decidió no incluir la candidatura de Sevilla entre las finalistas para albergar los Juegos Olímpicos de 2004 en la primera criba.
El 18 de octubre de 1998 el presidente Carlos Ferrer Salat falleció de un paro cardiaco. De acuerdo con los estatutos del COE, el vicepresidente Alfredo Goyeneche Moreno, marqués de Villafuerte, asumió el cargo hasta la convocatoria de una asamblea extraordinaria para elegir un nuevo presidente.
El 17 de diciembre de 1998, fue elegido presidente Alfredo Goyeneche al ser el único candidato que se presentó. Fue el primer presidente del COE que había competido en unos Juegos Olímpicos ya que participó como jinete en la categoría de salto de obstáculos por equipos en los Juegos Olímpicos de Roma 1960.
El 28 de abril de 1999, la ciudad de Almería ganó la votación en la asamblea del Comité Internacional de los Juegos Mediterráneos celebrada en Túnez para albergar los Juegos Mediterráneos de 2005.
El 28 de agosto de 2000 el COI rechazó de nuevo en el primer corte la candidatura de Sevilla, en esta ocasión para albergar los Juegos Olímpicos de 2008.
El 13 de septiembre de 2000 se celebró en Sídney la 111.ª sesión del COI en la que el presidente Alfredo Goyeneche fue elegido miembro del COI. Uno de los asuntos que tuvo que tratar dentro del COI fueron las reformas para evitar casos como el de los sobornos que aceptaron algunos miembros del COI para la elección de los Juegos Olímpicos de Salt Lake City 2002.

### El COE en elsigloXXI
El 7 de febrero de 2001, se celebró una asamblea extraordinaria en la que se aprobó una reforma de los estatutos del COE para que las cinco federaciones de deportes para discapacitados dejaran de pertenecer al COE. Esto se  hizo para cumplir con la carta olímpica del Comité Olímpico Internacional (COI) y dichas federaciones pasaron a formar parte del Comité Paralímpico Español. Además, Alfredo Goyeneche anunció que se presentaría a la reelección.
El 16 de julio de 2001, se celebró en Moscú la 112.ª sesión del COI en la que Juan Antonio Samaranch dejó de ser presidente del COI tras más de dos décadas en el cargo para ser sustituido por el belga Jacques Rogge.
El 23 de enero de 2002 se organizó una asamblea del COE en la que, tras una votación, se decidió que Jaca fuera la candidata española para intentar albergar Juegos Olímpicos de Invierno de 2010 en vez de Granada.
El 16 de marzo de 2002 el presidente del COE Alfredo Goyeneche falleció trágicamente en un accidente de tráfico cuando iba de camino a Vitoria para ver la final de la Copa del Rey de Baloncesto. El vicepresidente primero, José María Echevarría, ejerció de presidente en funciones hasta la convocatoria de elecciones.
El 29 de mayo de 2002 José María Echevarría ganó las elecciones, pero su rival Alejandro Soler-Cabot (presidente de la Federación Española de Pentatlon Moderno) impugnó el resultado por presuntas irregularidades durante el proceso electoral. Tal es así, que Soler-Cabot acudió a la justicia ordinaria que acabó desestimando íntegramente su demanda en 2003.
José María Echevarría siguió los pasos de su antecesor y continuó con las gestiones pertinentes para la precandidatura de Jaca para albergar los Juegos Olímpicos de Invierno de 2010. Sin embargo, el 28 de agosto de 2002 el Comité Ejecutivo del COI excluyó a la ciudad oscense como ciudad candidata.
El 21 de enero de 2003 tuvo lugar una asamblea del COE en el que se realizó una votación que decidió que Madrid fuera la ciudad representante española para la candidatura para albergar los Juegos Olímpicos de 2012 quedando por encima de Sevilla.
El 3 de noviembre de 2004 el COE creó la "Comisión Mujer y Deporte" para promover la presencia de la mujer en puestos directivos deportivos.
El 4 de junio de 2005 tuvo lugar la ceremonia de apertura de los Juegos Mediterráneos de 2005 en Almería con la presencia del rey Juan Carlos I y la reina Sofía. El 3 de julio de 2005 se celebró la ceremonia de clausura. España quedó 3ª en el medallero final al conseguir 152 medallas (45 de oro, 59 de plata y 48 de bronce).
El 6 de julio de 2005, durante la 115.ª sesión del COI se celebró en Singapur la votación para decidir la sede que albergaría los Juegos Olímpicos de 2012. La candidatura de Madrid fue eliminada en la 3ª ronda y Londres acabaría ganando la votación final.
El 29 de septiembre de 2005 se celebró la asamblea del COE en la que se designaría al sustituto de José María Echevarría, marqués de Villagodio, que había decidido no presentarse a la reelección pero dispuso convocar las elecciones más tarde para no afectar a la organización de los Juegos Mediterráneos y a la candidatura de Madrid. Alejandro Blanco, presidente de la Real Federación Española de Judo, se impuso en la votación y fue nombrado presidente.

## Presidentes del Comité Olímpico Español
- 1912-1921 Gonzalo Figueroa y Torres, marqués de Villamejor
- 1921-1924 El cargo quedó vacante
- 1924-1926 Santiago Güell y López, barón de Güell
- 1926-1931 Eusebio López y Díaz de Quijano, marqués de Lamadrid
- 1931-1932 Santiago Güell y López, barón de Güell (provisional)
- 1933-1936 Augusto Pi Suñer
- 1936-1937 Durante el comienzo de la guerra civil española, el cargo quedó vacante.
- 1938-1956 José Moscardó Ituarte, conde del Alcázar de Toledo
- 1956-1967 José Antonio Elola-Olaso
- 1967-1970 Juan Antonio Samaranch Torelló, marqués de Samaranch
- 1970-1975 Juan Gich Bech de Careda
- 1975-1976 Tomás Pelayo Ros
- 1976-1980 Benito Castejón Paz
- 1980-1983 Jesús Hermida Cebreiro
- 1983-1984 Romà Cuyàs Sol
- 1984-1987 Alfonso de Borbón y Dampierre, duque de Cádiz
- 1987-1998 Carlos Ferrer Salat
- 1998-2002 Alfredo Goyeneche Moreno, marqués de Villafuerte
- 2002-2005 José María Echevarría y Arteche, marqués de Villagodio
- 2005- Alejandro Blanco Bravo

## Españoles que han ocupado la presidencia del Comité Olímpico Internacional
- Juan Antonio Samaranch, marqués de Samaranch (1980-2001)

## Comisiones del COE
En la actualidad las comisiones del COE son:
| Comisión de Arbitraje Deportivo                          |
| Comisión de Comunicación, Redes Sociales y TIC           |
| Comisión de Deportistas                                  |
| Comisión de Distinciones y Protocolo                     |
| Comisión de Formación, Estudios y Publicaciones          |
| Comisión de Marketing, Financiación y Gestión Federativa |
| Comisión de Mujer e Igualdad de Género                   |
| Comisión de Nutrición y Hábitos saludables en el Deporte |
| Comisión de Sostenibilidad, Cooperación e Integración    |
| Comisión Jurídica y Responsabilidad Social Corporativa   |
| Comisión para la Academia Olímpica                       |

## Comisión de Mujer e Igualdad de Género
El 10 de marzo de 2004, bajo la Presidencia de José María Echevarría y Arteche el COE aprobó la puesta en marcha de la Comisión Mujer y Deporte apoyada por el Consejo Superior de Deportes y el Instituto de la Mujer. Entre sus objetivos: conseguir que la gestión y la práctica del deporte respondan a los intereses y necesidades de las mujeres; facilitar el desarrollo del ejercicio físico y el deporte femenino, hacerlo visible sin estereotipos ni prejuicios y darle el reconocimiento que merece en la sociedad y en los medios de comunicación.Desde 2017 esta Comisión está presidida por Isabel García Sanz.  

## Distinciones del Comité Olímpico Español
- Orden Olímpica
- Medalla del Comité Olímpico Español
- Insignia Olímpica al Mérito Deportivo
- Placa Olímpica al Mérito Deportivo
- Orden Olímpica Oro[96]